# Bourbach-le-Haut
Bourbach-le-Haut – miejscowość i gmina we Francji, w regionie Grand Est, w departamencie Górny Ren.
Według danych na rok 1990 gminę zamieszkiwało 257 osób, 37 os./km².